# Retour
『retour』（ルトゥール）は、今井美樹の5枚目のオリジナル・アルバム。1990年8月29日発売。発売元はフォーライフ・レコード（現・フォーライフミュージックエンタテイメント）。

## 概要
帯コピー：時が動きだす　私はここにいる
″retour″ とはフランス語で ″蘇生″ という意味を表す。今井が自ら付けたタイトルで、誰もが生きて行くうちに無意識に身につけてしまう悩みや焦りから解放されたいという思いが込められている。タイトル曲である1曲目と他3曲の計4曲の作詞を今井自身が担当している。佐藤準が初のトータル編曲を行ったアルバムである。
1枚目のアルバム『femme』から4枚目の『MOCHA』まで、数多の作詞を手掛けてきた戸沢暢美が本作には不参加となっている。上田知華、柿原朱美、MAYUMI、山口美央子、岩里祐穂などの常連女性作家のほか、今井の楽曲で今回初めて2曲を提供したKANは、同年9月1日に発売されたシングル「愛は勝つ」が大ヒット。後にMISIAの大ヒット曲『Everything』を作曲する松本俊明も本作で1曲提供している。
M-9「半袖」、M-11「輝く星になって」の2曲は、同年5月24日に世田谷区民会館にて録音された音源が使用されている。

## 収録曲

### CD
| 全編曲: 佐藤準。 |                                     |           |            |       |
| #                | タイトル                            | 作詞      | 作曲       | 時間  |
| 1.               | 「retour」                          | 今井美樹  | 柿原朱美   | 5:11  |
| 2.               | 「Sol y Sombra 〜ソル イ ソンブラ」 | 岩里祐穂  | 松本俊明   | 6:05  |
| 3.               | 「カ・ケ・ヒ・キ 27」               | 今井美樹  | 佐藤準     | 4:27  |
| 4.               | 「雨にキッスの花束を」              | 岩里祐穂  | KAN        | 4:35  |
| 5.               | 「もっと もっと もっと」            | 岩里祐穂  | 上田知華   | 5:23  |
| 6.               | 「幸せになりたい」                  | 上田知華  | 上田知華   | 4:48  |
| 7.               | 「去年は、8月だった」               | 麻生圭子  | MAYUMI     | 6:04  |
| 8.               | 「泣きたかった」                    | 今井美樹  | 柿原朱美   | 6:12  |
| 9.               | 「半袖」                            | 岩里祐穂  | 上田知華   | 4:42  |
| 10.              | 「冬のマーケット」                  | 岩里祐穂  | 柿原朱美   | 4:45  |
| 11.              | 「輝く星になって」                  | 今井美樹  | 山口美央子 | 3:41  |
| 12.              | 「新しい街で」                      | 岩里祐穂  | KAN        | 4:33  |
| 合計時間:        | 合計時間:                           | 合計時間: | 合計時間:  | 60:59 |

### 曲解説
1. retour
  - 三洋電機 ″AVC″キャンペーンCMソング。
2. Sol y Sombra 〜ソル イ ソンブラ
  - 光と影の国スペインをモチーフにした曲。カルナバル（カーニバル）やバレンシアの火祭りの様子などが歌われる。リタ・クーリッジや西山喜久恵がカバーしている。
3. カ・ケ・ヒ・キ 27
4. 雨にキッスの花束を
  - 読売テレビ系アニメーション『YAWARA!』2代目オープニングテーマ。
5. もっと もっと もっと
  - 朝日生命CMソング。
6. 幸せになりたい
  - 作詞、作曲を手掛けた上田はコーラスにも参加している（上田の今井作品へ唯一の演奏参加）。
7. 去年は、8月だった
8. 泣きたかった
  - 1996年のアルバム『Thank you』で、菅野よう子編曲により再録音された。
9. 半袖
10. 冬のマーケット
11. 輝く星になって
12. 新しい街で

## 参加ミュージシャン
| retour - Drums：青山純 - Bass：美久月千晴 - Guitar：鈴木茂、今剛 - Percussion：浜口茂外也 - Keyboards：佐藤準、中西康晴 - Synthesizer Programming：浦田恵司、水島康貴 - Chorus：今井美樹 Sol y Sombra 〜ソル イ ソンブラ - Drums：青山純 - Bass：美久月千晴 - E.Guitar：今剛 - A.Guitar：笛吹利明 - Percussion：浜口茂外也 - Keyboards：佐藤準、中西康晴 - Synthesizer Programming：浦田恵司、富永邦彦 - Strings：加藤JOEグループ カ・ケ・ヒ・キ 27 - Drums：山木秀夫 - Bass：佐藤準 - Guitar：今剛、是永巧一 - Keyboards：佐藤準、中西康晴 - Synthesizer Programming：浦田恵司 - Chorus：佐藤準、比山清 - Trumpet：数原晋 - Sax：ジェイク・コンセプション 雨にキッスの花束を - Drums：山木秀夫 - Bass：美久月千晴 - Guitar：今剛 - Keyboards：佐藤準、中西康晴 - Synthesizer Programming：浦田恵司、富永邦彦 もっと もっと もっと - Drums：青山純 - Bass：美久月千晴 - Guitar：今剛 - Percussion：浜口茂外也 - Keyboards：佐藤準、中西康晴 - Synthesizer Programming：北城浩志、水島康貴 - Chorus：今井美樹 幸せになりたい - Drums：青山純 - Bass：美久月千晴 - Guitar：今剛 - Keyboards：佐藤準、中西康晴 - Trumpet：数原晋 - Sax：ジェイク・コンセプション - Synthesizer Programming：浦田恵司 - Chorus：上田知華 | 去年は、8月だった - Drums：山木秀夫 - Bass：美久月千晴 - Guitar：今剛 - Keyboards：中西康晴、佐藤準 - Synthesizer Programming：浦田恵司 泣きたかった - Drums：山木秀夫 - Bass：美久月千晴 - E.Guitar：今剛 - A.Guitar：笛吹利明 - Percussion：浜口茂外也 - Keyboards：佐藤準、中西康晴 - Synthesizer Programming：浦田恵司 - Chorus：今井美樹 半袖 - conductor：中谷勝昭 - Piano：佐藤準 - Strings：加藤JOEグループ 冬のマーケット - Drums：青山純 - Bass：美久月千晴 - Guitar：今剛 - Keyboards：佐藤準、中西康晴 - Synthesizer Programming：浦田恵司 - Strings：加藤JOEグループ 輝く星になって - conductor：中谷勝昭 - Piano：佐藤準 - Strings：加藤JOEグループ 新しい街で - Drums：青山純 - Bass：美久月千晴 - Guitar：今剛 - Keyboards：佐藤準、中西康晴 - Sax：ジェイク・コンセプション - Synthesizer Programming：浦田恵司、田久保誠一 - Chorus：比山清、佐藤準 |

## 参考資料
- 今井美樹『retour』（ライナーノーツ）フォーライフ・レコード、1990年8月29日。FLCF-31078。